# Fajac-en-Val
Fajac-en-Val är en kommun i departementet Aude i regionen Occitanien  i södra Frankrike. Kommunen ligger  i kantonen Lagrasse som ligger i arrondissementet Carcassonne. År 2022 hade Fajac-en-Val 51 invånare.

## Befolkningsutveckling
Antalet invånare i kommunen Fajac-en-Val
Referens: INSEE